# 2020년 하계 올림픽 베네수엘라 선수단
2020년 하계 올림픽 베네수엘라 선수단은 2021년 일본 도쿄에서 열린 2020년 하계 올림픽에 참가한 올림픽 베네수엘라 선수단이다.
베네수엘라는 2020년 도쿄 하계 올림픽에 출전했다. 원래 2020년 7월 24일부터 8월 9일까지 열릴 예정이었던 올림픽은 코로나19 범유행으로 인해 2021년 7월 23일부터 8월 8일로 연기되었다. 이는 베네수엘라의 19회 연속 하계 올림픽 출전이었다.
금메달을 포함해 4개의 메달을 획득한 2020년 대회는 베네수엘라의 참가 역사상 최고의 성과였다. 세단 뛰기 선수 율리마르 로하스는 15.67m(51ft 4+3⁄4in) 점프로 여자 세계 기록을 경신했다. BMX를 올림픽에 진출시키는 데 도움을 준 베테랑 프리스타일 BMX 사이클리스트 다니엘 데르스는 BMX 데뷔전에서 은메달을 획득했다. 훌리오 마요라와 키도마르 발레닐라가 역도 부문에서 또 다른 두 개의 은메달을 획득했다. 베네수엘라의 모든 역도 선수는 상위 8위 안에 들었다.
로드 사이클 선수인 오를루이스 아울라가 경주의 대부분을 주도했지만, 그는 경기가 끝나기 직전에 은퇴해야 했다. 베네수엘라 복싱과 펜싱은 2016년 복싱 은메달리스트 요엘 피놀(Yoel Finol)과 2012년 펜싱 금메달리스트 루벤 리마르도(Rubén Limardo)가 모두 첫 경기에서 패하는 등 성과가 저조했다.

## 출전 선수
| 종목   | 남자 | 여자 | 전체 |
| ------ | ---- | ---- | ---- |
| 육상   | 0    | 4    | 4    |
| 복싱   | 3    | 1    | 4    |
| 사이클 | 2    | 0    | 2    |
| 다이빙 | 1    | 0    | 1    |
| 펜싱   | 2    | 0    | 2    |
| 골프   | 1    | 0    | 1    |
| 유도   | 0    | 3    | 3    |
| 가라테 | 2    | 1    | 3    |
| 조정   | 2    | 0    | 2    |
| 요트   | 1    | 0    | 1    |
| 사격   | 1    | 0    | 1    |
| 수영   | 2    | 2    | 4    |
| 배구   | 12   | 0    | 12   |
| 역도   | 2    | 2    | 4    |
| 전체   | 31   | 13   | 44   |

## 같이 보기
- 올림픽 베네수엘라 선수단